# Crime prevention through environmental design
Crime Prevention Through Environmental Design (CPTED), in Nederland bekend onder de titel Veilig Ontwerp en Beheer, is een multidisciplinaire aanpak om crimineel gedrag te beperken door het hele spectrum aan mogelijke maatregelen die zich bevinden op het vlak van ontwerp en beheer. CPTED-strategieën zijn gebaseerd op de mogelijkheid om de beslissing van de dader, vooráfgaand aan zijn criminele daad, te beïnvloeden. De meeste toepassingen van CPTED vinden plaats in de gebouwde omgeving.

## Geschiedenis
De term CPTED werd voor het eerst gebruikt door de Amerikaanse criminoloog C. Ray Jeffery. Een beperktere aanpak, genaamd Defensible Space, werd later ontwikkeld door de architect Oscar Newman. Beide mannen hebben voortgeborduurd op het werk van Elizabeth Wood, Jane Jacobs en Schlomo Angel. Jeffery's boek, Crime Prevention Through Environmental Design, kwam uit in 1971, maar zijn werk werd in de jaren zeventig grotendeels genegeerd. Dit in tegenstelling tot het boek van Newman, Defensible Space, dat in 1972 uitkwam; zijn principes werden in brede kring aangenomen, overigens met wisselend succes. The Defensible Space (verdedigbare ruimte) aanpak werd vervolgens regelmatig herzien met aanvullende aanpakken voor de omgeving, ondersteund door CPTED-uitgangspunten. Newman interpreteerde dit als CPTED en gaf Jeffery de credits als de 'uitvinder' van deze term. De, middels CPTED, verbeterde aanpak van Newmans defensible space bleek succesvol en resulteerde in een herwaardering van Jeffery's werk. Jeffery ging verder met het uitbouwen van de multidisciplinaire aspecten van de aanpak. Hij publiceerde over zijn vorderingen, de laatste keer in 1990. Het CPTED-model van Jeffery is uitvoeriger dan Newmans CPTED-model, dat beperkt is tot de gebouwde omgeving. Latere modellen van CPTED zijn allen ontwikkeld op basis van het Newman-model, waarbij dat van Crowe het meest populair is.
CPTED in populaire zin refereert aan de Newman/Crowe-modellen, waarbij het model van Jeffery wordt gezien als een meer multidisciplinaire aanpak van het voorkomen van misdaad, waarbij ook biologie en psychologie een rol spelen. Een herziening van CPTED, gestart in 1997, ook wel de tweede generatie CPTED genoemd, richt zich ook op de individualiteit van de dader.

### Jaren zestig
In de jaren 1960 ontwikkelde Elizabeth Wood, tijdens haar werk bij de Chigaco Housing Authority, richtlijnen om veiligheidsthema's te benaderen, waarbij ze de nadruk legde op ontwerpuitgangspunten die bijdroegen aan natuurlijk toezicht. Haar richtlijnen zijn nooit toegepast maar hebben wel bijgedragen aan het denken dat uiteindelijk leidde tot CPTED.
Het boek van Jane Jacobs, The Death and Life of Great American Cities, uit 1961 stelde dat stedelijke diversiteit en levendigheid teniet werden gedaan door stedenbouwkundige planners en hun strategieën voor stedelijke vernieuwing. Zij sleutelde aan de basale uitgangspunten van de stedenbouw van die tijd, namelijk dat buurten van elkaar gescheiden zouden moeten zijn, dat een lege straat veiliger is dan een drukke en dat de auto voorgaat op fietsers.
Als redacteur van het tijdschrift Architectural Forum (1952–1964) had ze geen officiële opleiding tot stedenbouwkundige, maar haar werk ontwikkelde zich tot uitgangspunt van een nieuwe manier om naar steden te kijken. Zij had het gevoel dat de manier waarop steden werden ontworpen en gebouwd erop neerkwam dat het gewone publiek niet in staat werd gesteld om een sociaal netwerk op te bouwen dat onder andere nodig is voor een effectieve manier van toezicht houden. Ze maakte duidelijk dat de nieuwe manier van stedenbouw veel traditionele manieren om controle uit te oefenen op crimineel gedrag beperkte, zoals de mogelijkheid voor bewoners om de straat te overzien en de aanwezigheid van mensen, zowel overdag als 's nachts. Zij stelde zelfs dat het gebrek aan 'natuurlijke bewaking' van de omgeving de kans op criminaliteit vergroot. Jacobs ontwikkelde het concept dat criminaliteit bloeit daar waar mensen geen zinvol contact met hun buren hebben. In haar boek somt Jacobs de drie uitgangspunten op die volgens haar nodig zijn om een straat in de stad veilig te maken: een duidelijk afbakening van openbaar en privé, een veelheid aan functies en zo veel mogelijk voetgangers op het troittoir.
Schlomo Angel was een vroege pionier van CPTED. Hij studeerde bij de bekende planoloog Christopher Alexander. Het promotieonderzoek van Angel, Discouraging Crime Through City Planning uit 1968, was een studie naar straatcriminaliteit in Oakland, Californië. Hierin zegt hij dat de fysieke omgeving van directe invloed kan zijn op het voorkomen van misdaad, bijvoorbeeld door het afsluiten van gebieden, het beperken of juist vergroten van de toegankelijkheid door het verwijderen van grenzen en door het faciliteren van surveillance door bewoners of politie. Hij toonde aan dat het voorkomen van misdaad omgekeerd evenredig was met het niveau van activiteiten in een straat, en ook dat een bedrijfsterrein extra kwetsbaar is voor criminele activiteiten omdat er juist weinig activiteiten zijn waardoor het makkelijker is voor individuele misdadigers om een straatmisdrijf te begaan. Angel ontwikkelde en publiceerde in 1970 CPTED-concepten die door het Amerikaanse Departement van Justitie breed werden ondersteund.

### Jaren zeventig
De term Crime Prevention Through Environmental Design werd voor het eerst gebruikt door C. Ray Jeffery, een criminoloog van de Florida State University. De term begon aan te slaan na de publicatie van zijn gelijknamige boek in 1971.
Het werk van Jeffery was gebaseerd op de uitgangspunten van de experimentele psychologie, zoals bekend van de moderne leertheorie. Het CPTED-concept van Jeffery kwam voort uit zijn ervaring met een re-educatie project Washington, D.C. dat als doel had om de omgevingen van middelbare scholen in de buurt te onderzoeken. Diep geworteld in de psychologische leertheorie van B.F. Skinner, legde de CPTED-aanpak van Jeffery de nadruk op de rol van de fysieke omgeving bij het ontwikkelen van prettige en pijnlijke ervaringen voor de dader, met als gevolg dat hij zijn gedrag kan veranderen. Zijn originele CPTED-model was een zogenaamd stimulus-respons-(S-R)-model, met als uitgangspunt dat het organisme leert van straffen en bevestiging uit de omgeving. Het belangrijkste uitgangspunt hierbij was dat door het verwijderen van fysieke maatregelen tegen criminaliteit, zoals hekken, sloten en muren, het juist niet zou vóórkomen (Robinson, 1996).
Om redenen die weinig aandacht hebben gekregen, werd Jeffery's werk gedurende de jaren zeventig grotendeels genegeerd. Jeffery's eigen uitleg is dat op het moment dat de wereld kant en klare ontwerpoplossingen wilde, zijn werk een (te) uitvoerige theorie omvatte waarmee hij een breed scala aan maatregelen voor criminaliteitspreventie identificeerde die aan de basis zouden moeten staan van ontwerp- en managementcriteria.
Concurrerend met Jeffery's voornamelijk theoretische werk was het empirisch onderzoek naar de relatie tussen criminaliteit en omgeving door Oscar Newman en George Randof in de vroege jaren zeventig. Als architect plaatste Newman de nadruk op de specifieke ontwerpkenmerken, iets wat in Jeffery's werk miste. Newmans boek "Defensible Space" uit 1972 omvat een uitgebreide discussie over de relatie tussen criminaliteit en de fysieke vorm van woningbouw, gebaseerd op de analyse van de criminaliteitsgegevens van sociale woningbouw in New York. Het boek Defensible Space veranderde het werkveld van criminaliteitspreventie in relatie tot het ontwerp van de omgeving en binnen twee jaar na publicatie kwamen er substantiële landelijke fondsen ter beschikking om Defensible Space concepten te onderzoeken en te demonstreren.
Zoals vastgesteld door Newman, moet Defensible Space twee componenten omvatten. Ten eerste moeten in een dergelijke ruimte mensen elkaar continue kunnen zien en het gevoel hebben dat ze gezien worden. Dit verkleint uiteindelijk de angst van bewoners omdat ze weten dat een potentiële misdadiger ook gemakkelijk gezien en geïdentificeerd en uiteindelijk misschien zelfs opgepakt kan worden. Ten tweede moeten mensen bereid zijn om in te grijpen of een misdaad aan te geven. Door het gevoel van veiligheid in de woon- of werkomgeving te vergroten, worden mensen gestimuleerd om de regie over een gebied te nemen en een zekere mate van eigenaarschap te voelen. Als mensen zich veilig voelen in hun buurt is de kans groter dat er interactie tussen de bewoners plaatsvindt en dat ze sneller zullen ingrijpen wanneer crimineel gedrag voorkomt. Dit blijven toch de kernpunten bij de meeste toepassingen van CPTED.
In 1977 werd in Jeffery's tweede druk van het boek Crime Prevention Through Environmental Design zijn theoretisch aanpak uitgebreid door er een meer complex mathematisch gedragsmodel in op te nemen, waarin variabele fysieke omgevingen, het gedrag van de dader als individu en het gedrag van individuele leden van het publiek een wederkering invloed op elkaar hebben. Dit heeft de basis voor Jeffery gelegd om een gedragsmodel te ontwikkelen met als doel om de effecten van zowel het veranderen van de externe omgeving als van het 'interne milieu' op individuele daders te voorspellen.

### Jaren tachtig
Gedurende de jaren tachtig bleken de maatregelen voor Defensible Space uit de jaren zeventig een wisselend effect hebben bereikt. Ze werkten het beste in woonomgevingen, met name in gebieden waar de bewoners bereid waren om de gegeven richtlijnen voor het vergroten van de sociale interactie op te volgen. Ontwerptools voor Defensible Space werden gezien als marginaal effectief in institutionele en commerciële settings. Als gevolg daarvan gingen Newman en anderen Defensible Space verbeteren, waarbij CPTED-gebaseerde eigenschappen werden toegevoegd. Zij hebben ook wat aandacht weggehaald bij de minder werkzame aspecten van Defensible space. Bijdragen aan de ontwikkeling van CPTED in de jaren tachtig waren onder andere:
- De Broken window theorie uit 1982 door James Q. Wilson en George L. Kelling, die het effect van zichtbare verloedering en verwaarlozing van buurten op het gedrag van mensen had onderzochten. Het onderhoud van bezittingen werd toegevoegd aan de CPTED-strategie, tegelijk met toezicht, toegangscontrole en territorialiteit.
- De Canadese academici Patricia en Paul Brantingham publiceerden in 1981 Environmental Criminology. Volgens deze schrijvers vindt een misdaad plaats als alle essentiële elementen aanwezig zijn. Deze elementen zijn: een wet of regel, een dader, een doel en een locatie. Zij karakteriseren deze als 'de vier dimensies van criminaliteit', waarbij de omgevingscriminologie de laatste van deze vier dimensie onderzoekt.
- De Britse criminologen Ronald Clark and Patricia Mayhew ontwikkelde hun "Situational crime prevention" aanpak, waarbij de kans op een misdaad gereduceerd wordt door het ontwerp en het beheer van de omgeving te verbeteren.
- De criminoloog Timothy Crowe ontwikkelde CPTED-trainingsprogramma's.

### Jaren negentig
Criminology: An Interdisciplinary Approach uit 1990 was Jeffery's laatste bijdrage aan CPTED. Zijn CPTED-model ontwikkelde zich tot een dat ervan uitgaat dat "de omgeving nooit rechtstreeks het gedrag beïnvloedt, maar alleen door de hersens. Elk model voor criminaliteitspreventie moet zowel de hersens als de fysieke omgeving omvatten." Omdat de aanpak, zoals die in Jeffery's CPTED-model staat, tegenwoordig ondersteund wordt vanuit veel gebieden, inclusief wetenschappelijk kennis rondom modern hersenonderzoek, lijkt een focus op criminaliteitspreventie vanuit alleen de externe omgeving onvoldoende, ook omdat daarbij de gehele dimensie van CPTED wordt genegeerd. (Robinson, 1996)
Crime Prevention Through Environmental Design uit 1991 van de criminoloog Timothy Crowe legde een solide basis waarop CPTED de jaren negentig in kon.
In 1997 verscheen een artikel van Greg Saville en Gerry Cleveland, getiteld Second generation CPTED, waarin CPTED beoefenaars werden gemaand om na te denken over de originele, sociale en ecologische oorsprong van CPTED, inclusief sociale en psychologische zaken die verder gaan dan de gebouwde omgeving.

### Na 2000
Vanaf 2004 worden elementen van de CPTED-aanpak in toenemende mate wereldwijd geaccepteerd; dat is te danken aan een aantal nieuwe wetten en regels die deze aanpak omarmen. De CPTED-term 'omgeving' wordt in het algemeen gebruikt voor de externe omgeving. Jeffery's bedoeling dat CPTED ook zou ingaan op de 'interne omgeving' van de dader leek verloren te zijn gegaan, zelf voor degenen die de uitbreiding van CPTED met sociale ecologie en psychologie, onder de noemer tweede generatie CPTED, promoten.

## Strategieën voor de gebouwde omgeving
CPTED-strategieën zijn gebaseerd op het vermogen om beslissingen van de dader, voorafgaand aan zijn of haar misdaad, te kunnen beïnvloeden. Onderzoek naar crimineel gedrag laat zien dat de beslissing om wel of niet een misdaad te begaan meer wordt beïnvloed door de ingeschatte kans om gepakt te worden dan door de beloning of het gemak om ergens binnen te komen. Strategieën gebaseerd op CPTED plaatsten het accent dan ook op het vergroten van de kans om betrapt en gepakt te worden.
In lijn met de wijdverspreide toepassing van Defensible Space richtlijnen uit de jaren zeventig, lijken de meeste huidige toepassingen van CPTED gebaseerd op de theorie dat het juiste ontwerp en gebruik van de bebouwde omgeving criminaliteit, en de angst voor criminaliteit, kan verkleinen en de levenskwaliteit in zijn algemeenheid kan verhogen. CPTED-oplossingen op het vlak van de gebouwde omgeving proberen mogelijke daders over te halen om van hun voorgenomen daad af te zien door het manipuleren van de gebouwde omgeving. De drie belangrijkste uitgangspunten daarbij zijn natuurlijk toezicht, natuurlijke toegangscontrole en territorialiteit (heldere, eventuele versterkte, afbakening mijn en dijn), waarbij natuurlijk toezicht en toegangscontrole de kansen voor criminaliteit beperken terwijl territoriumafbakening middels verschillende maatregelen sociale controle mogelijk maakt.

### Natuurlijk toezicht
Natuurlijk toezicht vergroot de dreiging om gepakt te worden; dit gebeurt door het nemen van stappen die het gevoel van gezien worden vergroten. Natuurlijk toezicht ontstaat door fysieke elementen, activiteiten en mensen zó te plaatsen dat maximale zichtbaarheid ontstaat en positieve sociale interactie tussen de gewenste gebruikers van de openbare of privéruimte mogelijk wordt gemaakt. Potentiële daders voelen de toegenomen controle en ervaren een beperking met betrekking tot hun vluchtroutes.
- Plaats vensters zodanig dat ze op trottoirs en parkeerplaatsen uitkijken.
- Laat raambedekking (gordijnen, luxaflex, zonneschermen) zo veel mogelijk open.
- Gebruik passerend verkeer als toezichtmiddel.
- Ontwerp de omgeving/openbare ruimte zodanig dat er toezicht ontstaat, met name in de buurt van officiële dan wel onofficiële ingangen.
- Gebruik het kleinst mogelijke hek wat in de gegeven situatie gepast is en zodanig dat het zicht het minst wordt belemmerd.
- Gebruik transparante voorportalen bij de ingang van gebouwen.
- Probeer bij het maken van een verlichtingsontwerp om slecht verlichte gebieden, waar mogelijke waarnemers juist niets kunnen zien, te vermijden. Zorg er met name voor dat mogelijke probleemgebieden goed verlicht zijn, te denken valt aan voet- en fietspaden, trappen, in- en uitgangen, parkeerplaatsen, brievenbussen, bushaltes, kinderspeelplaatsen, recreatiegebieden, zwembaden, opslagterreinen, etc.
- Voorkom echter een oververlicht gebied, waardoor potentiële waarnemers verblind kunnen worden of juist extreem donkere schaduwplekken kunnen ontstaan. Ogen kunnen zich aanpassen aan de duisternis en hebben met name moeite met grote verschillen in lichtsterkte. Het gebruik van lagere lichtintensiteiten vraagt vaak wel om meer lichtpunten.
- Gebruik afgeschermde armaturen om verblinding te beperken.
- Plaats verlichting langs voetpaden en andere gebieden voor voetgangers op de juiste hoogte zodat gezichten verlicht worden en daardoor herkenbaar zijn; ook het gezicht van de potentiële aanvaller.

Maatregelen voor natuurlijk toezicht kunnen aangevuld worden met mechanische en organisatorische maatregelen, zoals camerasystemen.

### Natuurlijke toegangscontrole
Natuurlijke toegangscontrole beperkt de mogelijkheid voor crimineel gedrag door duidelijke grenzen vast te stellen tussen private en publieke ruimte. Toegangscontrole ontstaat op natuurlijke wijze door het selectief plaatsen van ingangen en uitgangen, hekken, verlichting of groen dat kan helpen om de toegankelijkheid te beperken of te sturen.
- Gebruik, waar mogelijk, een enkele, duidelijk herkenbare ingang.
- Gebruik structuren waarbij personen automatisch naar een ontvangstruimte worden geleid.
- Voorkom dat publieke toiletten een extra tussenruimte hebben waardoor mensen zich geïsoleerd kunnen voelen.
- Gebruik lage, doornachtige struiken voor ramen op de begane grond.
- Verwijder elementen die (ongewenst) toegang verschaffen tot het dak of de bovenverdiepingen.
- Gebruik langs de rand van voortuinen van woningen hekken tot taillehoogte om toezicht te vergroten.
- Gebruik een afsluitbaar hek tussen voor- en achtertuin.
- Gebruik schouderhoge, open hekwerken langs de zij- en achterkanten van tuinen. Zij mogen niet helemaal overgroeid zijn als sociale interactie met de buren gewenst is.
- Gebruik substantiële, hoge en gesloten afscheidingen tussen achtertuin en brandgang erachter.

Natuurlijke toegangscontrole wordt gebruikt als aanvulling op mechanische en operationele toegangscontrolemaatregelen, zoals hekken met prikkeldraad of codes.

### Natuurlijke territorialiteit
Natuurlijke territorialiteit promoot sociale controle middels heldere afbakening van de ruimte en duidelijkheid over wie de eigenaar is.
Een omgeving die ontworpen is om private ruimtes te omlijnen doet twee dingen. Ten eerste wordt een gevoel van eigenaarschap veroorzaakt. Eigenaren hebben een belang en zullen waarschijnlijk sneller indringers wegsturen of ze bij de politie melden. En ten tweede veroorzaakt een gevoel van eigenaarschap ook een omgeving waar 'vreemden' of 'indringers' sneller opvallen. Door het gebruik van gebouwen, hekwerken, bestrating, borden, verlichting en groen om eigenaarschap aan te duiden en publieke, semi-publieke en privé ruimten te definiëren ontstaat natuurlijke territorialiteit. Aanvullend kunnen deze doelen worden bereikt door in voorheen onduidelijke plekken, bepaalde ruimtes aan bepaalde gebruikers toe te wijzen.
- Onderhoud de openbare ruimte zodanig dat duidelijk uitstraalt dat de eigenaar alert en actief aanwezig is.
- Voorzie woongebieden van bomen. Onderzoeksresultaten laten namelijk zien dat, in tegenstelling tot de traditionele mening van wetshandhavers, meer bomen zorgen voor een aantrekkelijker en veiliger openbare ruimte, die vaker gebruikt wordt dan ruimtes zonder bomen.
- Beperk private activiteiten tot omlijnde private gebieden.
- Plaats bij ingangen borden met de aanwezige veiligheidssystemen
- Voorkom hekken met prikkeldraad omdat dit de fysieke afwezigheid van mensen communiceert, waardoor de kans om ontdekt te worden lijkt te worden verkleind.
- Plaats binnen een commerciële of institutionele setting de voorzieningen, zoals zitjes, in algemene gebieden om daarmee een groter aantal gebruikers aan te trekken.
- Georganiseerde activiteiten in de openbare ruimte vergroten het gebruik, trekken meer mensen aan en vergroten het gevoel dat er toezicht is in deze gebieden.

Territoriale afscheidingsmaatregelen zorgen ervoor dat de 'normale' gebruiker zich veilig voelt en geeft de mogelijke dader het gevoel dat er een gerede kans is dat hij betrapt of gepakt wordt.

### Andere CPTED-elementen
Onderhoud en activiteiten ondersteunen de hiervoor genoemde CPTED-aspecten, maar worden vaak apart behandeld omdat zijn geen ontworpen elementen zijn in de gebouwde omgeving.

#### Onderhoud
Onderhoud is een uitdrukking van eigenaarschap. Verloedering is een teken dat de bedoelde gebruikers van een gebied de boel niet onder controle hebben en dat er een grotere tolerantie van wanorde is. De zogenaamde Broken window theorie ofwel de 'Theorie van de gebroken ramen' is een waardevol instrument om het belang van onderhoud bij het afschrikken van crimineel gedrag te begrijpen. Deze theorie ondersteunt een zero tolerance aanpak met betrekking tot het onderhoud van gebouwen en openbare ruimte, waarbij is gebleken dat de aanwezigheid van een gebroken raam vandalen kan verleiden om in de omgeving nog meer ramen te breken. Hoe sneller het kapotte raam gemaakt wordt, hoe kleiner de kans dat een dergelijke vorm van vandalisme in de toekomst zal optreden.

#### Activiteitenondersteuning
Activiteitenondersteuning vergroot het gebruik van de gebouwde omgeving voor veilige activiteiten met het achterliggende doel om de aanwezigheid van criminelen en ongewenste activiteiten te beperken. Natuurlijk toezicht door de gewenste gebruikers is informeel en er is geen specifiek plan voor mensen om speciaal te letten op crimineel gedrag.

## Effectiviteit en kritiek
CPTED-strategieën zijn het meest succesvol als ze voor de eindgebruiker het minst ongemak veroorzaken en wanneer het CPTED-ontwerpproces steunt op de gecombineerde inzet van ontwerpers van de openbare ruimte, actieve buurtbewoners en mensen die zich bezighouden met de openbare orde, zoals politie, brandweer en GGD.
In termen van effectiviteit zou een meer accurate titel voor de CPTED-strategie zijn Crime Deterrence (afschrikking) Through Environmental Design. Onderzoek toont namelijk aan dat daders niet letterlijk door CPTED kunnen worden weerhouden om hun misdaad te begaan. CPTED steunt op veranderingen in de fysieke omgeving die ervoor zorgen dat de dader bepaalde beslissingen neemt ten aanzien van zijn gedrag. Deze veranderingen worden op dusdanige manier gestuurd dat bepaald gedrag wordt aangemoedigd en de neiging tot ander gedrag wordt afgeschrikt, meer nog dan voorkomen. Het is pas sinds de introductie van de tweede generatie CPTED dat CPTED constructieve pogingen heeft gedaan om de sociale cohesie te vergroten en een sterker gevoel van maatschappelijke betrokkenheid op te bouwen die impact hebben op de motieven die in eerste instantie leiden tot crimineel gedrag.
Behalve het feit dat CPTED aantrekkelijk is vanwege het feit dat het een relatief goedkope manier is om het feitelijk voorkomen van criminaliteit te verminderen, worden binnen CPTED in zijn algemeenheid de kosten van criminaliteitspreventie beperkt. Het opnieuw inrichten van een bestaande omgeving om daarmee aan CPTED tegemoet te komen kan soms kostbaar zijn, maar als het ingebed is in de oorspronkelijke ontwerpfase blijken de kosten van een ontwerp met CPTED-principes vaak lager uit te pakken dan middels een traditionele aanpak. Operationele kosten zijn ook vaak lager, bijvoorbeeld omdat CPTED lichtontwerpen het energiegebruik beduidend kunnen verlagen. Extra aantrekkelijk aan CPTED is dat het de aansprakelijkheid verlaagt.
Wat betreft de aansprakelijkheid is de vraag omhooggekomen hoeveel criminaliteitspreventie werkelijk nodig is voor een bepaalde plek. Het is ter sprake gebracht dat een risicomanagement aanpak misschien wel beter is dan een aanpak die door angst wordt aangedreven. De vraag is echter: Hoeveel vrijheid moet een gemeenschap opgeven, gewoonlijk uitgedrukt in termen van bewegingsvrijheid en samenscholingsmogelijkheden, om vrij te zijn van angst voor criminaliteit? Dit was een vraag die in de jaren negentig niet vaak gesteld werd; tegelijkertijd is er wereldwijd een toename te zien van gated community's ofwel afgeschermde gemeenschappen en het gebruik van camerasystemen in de openbare ruimte.

## Obstakels in de toepassing
Er zijn vier belangrijke obstakels bij het toepassen van CPTED in de praktijk:
- Het eerste obstakel is dat er te weinig kennis van CPTED aanwezig is bij ontwerpers en architecten, ambtenaren en individuele leden van de gemeenschap. Om die reden is het vaak nodig om substantiële geldmiddelen ter beschikking te stellen ten behoeve van educatieprogramma's.
- Het tweede obstakel is weerstand tegen verandering. Velen hebben specifiek moeite met de manier van coöperatieve planning die nodig is zodra CPTED wordt ingezet. Daarnaast wijzen sceptici al het onderzoek en de historische precedenten, die de waarde van CPTED-concepten tot nu toe ondersteunen, af.
- Het derde obstakel is de indruk dat CPTED de ultieme oplossing zou zijn voor criminaliteit en daarmee alle andere, meer traditionele aanpakken, naar de achtergrond verwijst. Terwijl het in feite een klein, maar belangrijke, aanvullend stuk gereedschap kan zijn om bepaald gedrag af te schrikken.
- Het vierde obstakel is dat veel bestaande bebouwde gebieden niet met CPTED in het achterhoofd zijn ontworpen, en het daaruit voortkomende idee dat verandering of aanpassing weleens duur of politiek moeilijk zou zijn, of dat het enorme verandering in de bestaande omgeving zou betekenen.